# Pjotr Wassiljewitsch Maximow
Pjotr Wassiljewitsch Maximow (russisch Пётр Васильевич Максимов; * 1852; † November 1915 in Rio de Janeiro) war ein russischer Diplomat.

## Leben
Pjotr Wassiljewitsch Maximow war von 1886 bis 1890 Dragoman an der russischen Gesandtschaft an der Hohen Pforte und förderte die wirtschaftlichen Interessen von Nikolaus II.
1895, während eines Pogroms, beobachtete er, wie zwei Muslims einen Armenier erschlugen, ließ die beiden von seinem Personenschutz gefangen nehmen und brachte sie zur Polizei.
1898 war er Konsul in Erzurum, 1902 wurde er Konsul in Kairo, anschließend Minister-Resident in Cetinje (Montenegro). 1909 wurde er zum Gesandten in Rio de Janeiro ernannt und war in der Folge auch bei den Regierungen in Buenos Aires, Asunción und Montevideo akkreditiert.